# Grand-Santi
Grand-Santi é uma comuna francesa do departamento de ultramar da Guiana Francesa. Sua população em 2007 era de 3 427 habitantes. A cidade está localizada ao sul das montanhas francesas ao longo do rio Lawa (que se torna o menor rio Maroni), que é a única estrada de acesso.
Os habitantes da Grand-Santi são principalmente Djukas. No entanto, na década de 1980, os refugiados do Suriname se instalaram, principalmente nas aldeias (Hamlet) de Gaa Kaba, Limão Grande, Konde e Ana Lioni.

## Ligações Externas
- Site do Conselho geral da Guiana